# Elecciones parlamentarias de Lituania de 1992
Las elecciones parlamentarias de Lituania fueron realizadas bajo dos vueltas electorales en 1992, una en el 25 de octubre, y otra en el 15 de noviembre. Se eligieron un total de 141 miembros del Seimas, el cual reemplazó al Consejo Supremo; de estos, 70 fueron elegidos bajo criterios proporcionales, mientras que los 71 miembros restantes fueron elegidos mediante sufragio universal.Todos aquellos lugares en donde ningún candidato superó el 50% de los votos en el 25 de octubre, debían de participar en una segunda vuelta electoral para el 15 de noviembre. La primera vuelta electoral se realizó en el mismo día en el que se realizaba un referéndum para adoptar una nueva Constitución.
El resultado fue la victoria del Partido Democrático Laborista de Lituania (LDDP), el cual obtuvo 73 escaños. Los analistas les atribuyeron esta victoria sorprendentemente decisiva al LDDP por haber apoyado a los agricultores y a las minorías rusas y polacas, así como la insatisfacción generalizada con la situación económica y las políticas implantadas por el gobierno al mando del Sąjūdis, el cual solo logró obtener 30 escaños en el Parlamento. La constitución fue aprobada bajo el 56.76% de los votos.
Posteriormente, el líder del LDDP, Algirdas Brazauskas, fue elegido Presidente del 6° Seimas, y asumió el cargo de Presidente interino de Lituania. Debido a los resultados electorales, Bronislovas Lubys fue Primer ministro para el período 1992-1993.

## Sistema electoral
Las elecciones fueron realizadas bajo los términos de la nueva ley electoral, adoptada el 9 de julio de 1992; ese mismo día, la fecha electoral se fijó para el 25 de octubre. La ley preveía de un sistema electoral mixto, con 70 diputados elegidos bajo listas proporcionales y los 71 restantes mediante sufragio universal. La segunda vuelta electoral se realizaría el 15 de noviembre en aquellas circunscripciones en donde los candidatos no sobrepasaran el 50% de los votos emitidos.
El sistema electoral mixto fue un compromiso entre los dos principales grupos políticos, la coalición Sąjūdis, el cual prefería un gobierno de mayoría, y el expartido comunista LDDP, el cual propuso la representación proporcional. Este último grupo confiaba que su postura política iba a atraer a los votantes, pero carecían de personalidades populares, mientras que Sąjūdis estaba preocupado por su descenso en los niveles de aprobación, pero dentro de su filas estaban varias de las figuras claves que condujeron la independencia de Lituania de la Unión Soviética. También se esperaba que el sistema mixto lograra un equilibrio entre los diputados que representen los intereses de los votantes y los intereses de sus respectivos partidos.
Para tomar cualquiera de los 70 escaños asignados proporcionalmente, el partido debía obtener al menos el 4% del voto popular. El umbral no se aplicó a listas que representaban a listas nacionales.
El sufragio se concedió en base a la ciudadanía de la ex-Unión Soviética (con excepciones), en vez de estar basado solamente en la ley de ciudadanía de la república lituana, antes de la guerra.

## Campaña
El principal desafiante del gobernante movimiento nacionalista Sąjūdis, dirigido el presidente saliente del Consejo Supremo de Lituania Vytautas Landsbergis, era el LDDP al mando de Brazauskas. Sąjūdis – que había dirigido el Consejo Supremo desde febrero de 1990 y encabezó la transición a la independencia– fue criticado por los problemas económicos del país, mientras que sus opositores llamaron a una desaceleración en el ritmo de cambio a un sistema libre de mercado, y mejorar las relaciones diplomáticas con la independiente Rusia. Previo a las elecciones, Sąjūdis retrató a la oposición como comunista y reaccionaria, y que estaban en contra de la independencia y la democracia. El LDDP proclamó sus principios políticos, incluyendo sus objetivos de política exterior relacionados con asociarse con el Consejo de Europa, con la Comunidad Económica Europea, con el Fondo Monetario Internacional y relaciones diplomáticas con la vecina Polonia. También pidieron acuerdos con Rusia para asegurar fuentes tradicionales de materiales y comercio.
En total, 26 partidos y movimientos políticos disputaron las elecciones, con 486 candidatos que disputaron bajo sufragio universal. Las encuestas de opinión indicaban que ningún partido iba a obtener la mayoría decisiva, y de que era muy probable de que se formaría un gobierno de coalición. La inmensa mayoría de los partidos que participaron en las elecciones se negaron a formar un gobierno de coalición con el LDDP.

## Encuestas

### Gráfico
| Encuestadora                                               | Fecha                      | Sąjūdis | LDDP | LSDP | LKDP–LDP | LLS |
| ---------------------------------------------------------- | -------------------------- | ------- | ---- | ---- | -------- | --- |
| Encuestadora                                               | Fecha                      |         |      |      |          |     |
| INFAS/Bull (exit poll)                                     | 25 de octubre de 1992      | 21.6    | 42.6 | 6.1  | 12.6     | –   |
| INFAS/Bull (exit poll)                                     | 25 de octubre de 1992      | 27      | 32   | 7    | 14.5     | 2.5 |
| RTV                                                        | 31 de julio de 1992        | 50.1    | 27   | 14.1 | –        | 5.7 |
| VNTC                                                       | 11 – 16 de junio de 1992   | 21.8    | 41.2 | 5.1  | 12.1     | 4   |
| VNTC                                                       | 17 – 23 de marzo de 1992   | 21.9    | 43.9 | 4.2  | 11.6     | 3.4 |
| VNTC                                                       | 23 – 28 de enero de 1992   | 30.5    | 29.6 | 4.2  | 12.3     | 3.6 |
| VNTC Archivado el 22 de agosto de 2021 en Wayback Machine. | 4 – 9 de diciembre de 1991 | 33      | 23   | 6    | 15       | 2   |

## Resultados
Las elecciones fueron presenciadas por observadores internacionales. El LDDP ganó 73 escaños, con los analistas atribuyeron su victoria, entre otras cosas, al apoyo del partido hacia los agricultores, y a las minorías rusas y polacas, así como el descontento por la crisis económica, sobre todo ante la escasez de combustible desde Rusia, el principal proveedor, quién había cortado las importaciones. Los resultados mostraron un deseo generalizado por optar por una dirección política diferente, y una inconformidad ante el confrontamiento político que alentaba la coalición Sąjūdis. Las elecciones fueron aún más decepcionantes para los grupos políticos de centro, quienes apenas obtuvieron el 15% de los votos, a pesar de la presencia de muchas personalidades eminentes en sus filas.
| Partido | Partido                                               | Partido                                              | Proporcional | Proporcional | Proporcional | Circunscripción | Circunscripción | Circunscripción | Circunscripción | Circunscripción | Circunscripción | Total |
| Partido | Partido                                               | Partido                                              | Proporcional | Proporcional | Proporcional | Primera vuelta  | Primera vuelta  | Primera vuelta  | Segunda vuelta  | Segunda vuelta  | Segunda vuelta  | Total |
| Partido | Partido                                               | Partido                                              | Votos        | %            | Escaños      | Votos           | %               | Escaños         | Votos           | %               | Escaños         | Total |
| --- | ----------------------------------------------------- | ---------------------------------------------------- | ------------ | ------------ | ------------ | --------------- | --------------- | --------------- | --------------- | --------------- | --------------- | ----- |
| | Partido Democrático Laborista de Lituania (LDDP)      | Partido Democrático Laborista de Lituania (LDDP)     | 817 331      | 43.98        | 36           | 642 423         | 34.98           | 8               | 587 055         | 43.96           | 29              | 73    |
| |                                                       | Movimiento Reformista Lituano (Sąjūdis)              | 393 500      | 21.17        | 8            | 262,762         | 14.30           | 1               | 259,052         | 18.77           | 10              | 19    |
| | Carta de los Ciudadanos de Lituania (LPCH)            | 7                                                    | 393 500      | 21.17        | 67,316       | 3.66            | 0               | 74,108          | 5.37            | 2               | 9               |       |
| | Unión de Presos Políticos de Lituania (LPKS)          | 2                                                    | 393 500      | 21.17        | 13,397       | 0.72            | 0               | 9,926           | 0.71            | 0               | 2               |       |
| | Partido Verde Lituano (LŽP)                           | 0                                                    | 393 500      | 21.17        | 6,651        | 0.36            | 0               | 9,329           | 0.70            | 0               | 0               |       |
| Por una Lituania Democrática (DL)                                                                               | Por una Lituania Democrática (DL)                     | 393 500                                              | 21.17        | 17           | 350,120      | 19.04           | 1               | 352,415         | 25.55           | 12              | 30              |       |
| |                                                       | Partido Demócrata Cristiano Lituano (LKDP)           | 234,368      | 12.61        | 4            | 131,595         | 7.16            | 0               | 120,112         | 8.70            | 6               | 10    |
| | Unión Lituana de Presos Políticos y Exiliados (LPKTS) | 3                                                    | 234,368      | 12.61        | 61,145       | 3.32            | 0               | 37,454          | 2.71            | 2               | 5               |       |
| | Partido Democrático Lituano (LDP)                     | 3                                                    | 234,368      | 12.61        | 27,766       | 1.51            | 0               | -               | -               | -               | 3               |       |
| LKDP–LPKTS–LDP                                                                                                  | LKDP–LPKTS–LDP                                        | 234,368                                              | 12.61        | 10           | 220,506      | 11.99           | 0               | 157,566         | 11.41           | 8               | 18              |       |
| | Partido Socialdemócrata (LSDP)                        | Partido Socialdemócrata (LSDP)                       | 112 410      | 6.05         | 5            | 166 277         | 9.05            | 0               | 51 487          | 3.86            | 3               | 8     |
| |                                                       | Unión Demócrata Cristiana (KDS)                      | 66,027       | 3.55         | 0            | 9,246           | 0.50            | 0               | -               | -               | -               | 0     |
| | Partido 'Lituania Joven (LTJS)                        | 0                                                    | 66,027       | 3.55         | 15,117       | 0.83            | 0               | 11,591          | 0.87            | 1               | 1               |       |
| Por una Lituania Unida (UVL)                                                                                    | Por una Lituania Unida (UVL)                          | 66,027                                               | 3.55         | 0            | 24 363       | 1.33            | 0               | 11 591          | 0.87            | 1               | 1               |       |
| | Unión del Centro de Lituania (LCS)                    | Unión del Centro de Lituania (LCS)                   | 46 908       | 2.52         | 0            | 45 652          | 2.49            | 0               | 20 245          | 1.52            | 2               | 2     |
| | Asociación de Polacos en Lituania (ZPL)               | Asociación de Polacos en Lituania (ZPL)              | 39 772       | 2.14         | 2            | 35 191          | 1.92            | 1               | 7 304           | 0.55            | 1               | 4     |
| |                                                       | Unión de Nacionalistas y Republicanos Lituanos (LTS) | 36,916       | 1.99         | 0            | 80,808          | 4.40            | 0               | 67,821          | 4.91            | 3               | 3     |
| | Partido de la Independencia (NP)                      | 0                                                    | 36,916       | 1.99         | 14,354       | 0.79            | 0               | 19,355          | 1.62            | 1               | 1               |       |
| LTS-NP | LTS-NP                                                | 36 916                                               | 1.99         | 0            | 95 228       | 5.19            | 0               | 87 176          | 6.53            | 4               | 4               |       |
| | Unión Liberal                                         | Unión Liberal                                        | 28 091       | 1.51         | 0            | 48 120          | 2.62            | 0               | –               | –               | –               | 0     |
| | Liga de la Libertad                                   | Liga de la Libertad                                  | 22 034       | 1.19         | 0            | 11 616          | 0.63            | 0               | –               | –               | –               | 0     |
| | Movimiento del Progreso Nacional                      | Movimiento del Progreso Nacional                     | 19 835       | 1.07         | 0            | 59 496          | 3.24            | 0               | 16 582          | 1.24            | 0               | 0     |
| | Movimiento Moderado                                   | Movimiento Moderado                                  | 13 002       | 0.70         | 0            | 41 223          | 2.24            | 0               | 9 816           | 0.74            | 0               | 0     |
| | Movimiento Sociopolítico por la Justicia Social       | Movimiento Sociopolítico por la Justicia Social      | 9 730        | 0.52         | 0            | 5 013           | 0.27            | 0               | –               | –               | –               | 0     |
| | Unión de la Libertad                                  | Unión de la Libertad                                 | 7 760        | 0.42         | 0            | 5 752           | 0.31            | 0               | –               | –               | –               | 0     |
| | Movimiento Lituano "Chernobyl"                        | Movimiento Lituano "Chernobyl"                       | 4 827        | 0.26         | 0            | –               | –               | –               | –               | –               | –               | 0     |
| | Mancomunidad Lituana                                  | Mancomunidad Lituana                                 | 4 159        | 0.22         | 0            | 7 996           | 0.44            | 0               | 5 770           | 0.43            | 0               | 0     |
| | Unión de los Patriotas de Lituania                    | Unión de los Patriotas de Lituania                   | 1 904        | 0.10         | 0            | 582             | 0.03            | 0               | –               | –               | –               | 0     |
| | Partido Verde                                         | Partido Verde                                        | –            | –            | –            | 6 651           | 0.36            | 0               | 9 329           | 0.70            | 0               | 0     |
| | Asamblea Consultiva Lituana                           | Asamblea Consultiva Lituana                          | –            | –            | –            | 5 175           | 0.28            | 0               | –               | –               | –               | 0     |
| | Movimiento Templanza                                  | Movimiento Templanza                                 | –            | –            | –            | 970             | 0.05            | 0               | –               | –               | –               | 0     |
| | Independientes                                        | Independientes                                       | –            | –            | –            | 74 004          | 4.03            | 0               | 30 432          | 2.28            | 1               | 1     |
| |                                                       |                                                      |              |              |              |                 |                 |                 |                 |                 |                 |       |
| Votos válidos                                                                                                   | Votos válidos                                         | Votos válidos                                        | 1,858,574    | 96.91        | –            |                 | 95.72           | –               |                 | 97.17           | –               | –     |
| Votos en blanco/nulos                                                                                           | Votos en blanco/nulos                                 | Votos en blanco/nulos                                | 59,453       | 3.09         | –            | 81 581          | 4.28            | –               | 39,156          | 2.83            | –               | –     |
| Total | Total                                                 | Total                                                | 1,918,027    | 100.00       | 70           | 1,918,027       | 100.00          | 10              | 1,335,500       | 100.00          | 61              | 141   |
| Registrados/Participación                                                                                       | Registrados/Participación                             | Registrados/Participación                            | 2,549,952    | 75.22        | –            | 2,549,952       | 75.22           | –               | 2,183,490       | 61.16           | –               | –     |
| Fuente: Nohlen & Stöver, Base de datos de Elección europea Archivado el 10 de marzo de 2019 en Wayback Machine. |                                                       |                                                      |              |              |              |                 |                 |                 |                 |                 |                 |       |

## Consecuencias
El resultado decisivo de las elecciones sorprendió a los observadores e incluso a los mismos LDDP, quienes daban una expectativa de entre 15 y 17 escaños y no tenía la cantidad suficiente de nombres en su lista electoral. Sąjūdis reaccionó su derrota con incredulidad y llamó a sus partidarios a unirse a actos de desobediencia civil.
En la primera sesión del recién elegido 6° Seimas, Brazauskas fue elegido Presidente del Seimas y también asumió como Presidente interino de Lituania. Brazauskas será elegido Presidente el 14 de febrero de 1993 en las primeras elecciones presidenciales del país. El 1 de diciembre de 1992, Bronislovas Lubys, un gerente empresarial independiente y político, apoyado por el LDDP, fue nombrado Primer ministro de su país.